# Xanthorhoe eugraphata
Xanthorhoe eugraphata är en fjärilsart som beskrevs av Joannis 1915. Xanthorhoe eugraphata ingår i släktet Xanthorhoe och familjen mätare. Inga underarter finns listade i Catalogue of Life.